# Sistema D'Hondt

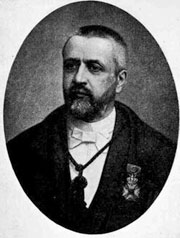
Retrato de Victor d'Hondt, creador del método homónimo.

El sistema o método D'Hondt es un método de promedio mayor para asignar escaños en los sistemas de representación proporcional por listas electorales. Los métodos de promedio mayor se caracterizan por dividir mediante sucesivos divisores los totales de los votos obtenidos por los distintos partidos, dando secuencias de cocientes decrecientes para cada partido y asignando los escaños a los promedios más altos. Fue creado por el jurista belga Victor d'Hondt en 1878.
Los sistemas de representación proporcional intentan asignar los escaños a las listas de manera proporcional al número de votos recibidos. En general, no es posible alcanzar la proporcionalidad exacta, ya que no es posible asignar un número decimal de escaños.
De los métodos comúnmente utilizados para la conversión proporcional de votos en escaños, el método d’Hondt, siendo bastante proporcional, tiende a favorecer un poco más que otros a los grandes partidos. Sin embargo, hay otras dos circunstancias que favorecen muchísimo más a dichos partidos y que, por tanto, alejan mucho más la proporcionalidad: la definición de las circunscripciones electorales pequeñas y la barrera electoral.
Al menos estos países utilizan el método d’Hondt para el reparto de votos en escaños: Albania, Argentina, Austria, Bélgica, Bolivia, Brasil, Bulgaria, Camboya, Cabo Verde, Chile, Colombia, Croacia, República Checa, República Dominicana, Ecuador, Escocia, Eslovenia, España, Estonia, Finlandia,Gales, Guatemala, Hungría, Islandia, Israel, Japón, Serbia, Luxemburgo, Macedonia, Moldavia, Montenegro, Países Bajos, Paraguay, Perú, Polonia, Portugal, Rumanía, Timor Oriental, Turquía, Uruguay, y Venezuela.

## Reparto
Tras escrutar todos los votos, se calculan cocientes sucesivos para cada lista electoral. La fórmula de los cocientes es
cociente {\displaystyle ={\frac {V}{s+1}}}
donde:
- V representa el número total de votos recibidos por la lista, y
- s representa el número de escaños que cada lista se ha llevado de momento, inicialmente 0 para cada lista.

El número de votos recibidos por cada lista se divide sucesivamente por cada uno de los divisores, desde 1 hasta el número total de escaños a repartir. La asignación de escaños se hace ordenando los cocientes de mayor a menor y asignando a cada uno un escaño hasta que estos se agoten. A diferencia de otros sistemas, el número total de votos no interviene en el cómputo.

### Ejemplo 1
Supongamos unas elecciones a las que se presentan cinco partidos, entre los que se deben repartir siete escaños (o curules o bancas, según el país). Como el número total de votos no cuenta, el resultado sería el mismo si concurrieran más partidos con menos de 15 000 votos.
|       | Partido A | Partido B | Partido C | Partido D | Partido E |
| ----- | --------- | --------- | --------- | --------- | --------- |
| Votos | 340 000   | 280 000   | 160 000   | 60 000    | 15 000    |

Antes de empezar la asignación de escaños se dibuja una tabla de 7 filas (número de escaños) por 5 columnas (número de partidos). En la primera fila se escribe el número total de votos recibidos por cada partido (divisor 1). Es preferible ordenar los partidos por número de votos, así se simplificarán las siguientes fases del algoritmo.
En cada iteración se calculan los cocientes para cada partido y se asigna un escaño al partido con el cociente mayor. Para la siguiente iteración se recalcula el cociente del partido que acaba de recibir un escaño. Los demás partidos mantienen su cociente, ya que no recibieron escaño, y se repite el proceso.
En la siguiente tabla se muestra el resultado de las siete iteraciones.
|                        | Partido A             | Partido B             | Partido C             | Partido D           | Partido E           |
| ---------------------- | --------------------- | --------------------- | --------------------- | ------------------- | ------------------- |
| Votos                  | 340 000               | 280 000               | 160 000               | 60 000              | 15 000              |
| Escaño 1               | (340 000/1 =) 340 000 | (280 000/1 =) 280 000 | (160 000/1 =) 160 000 | (60 000/1 =) 60 000 | (15 000/1 =) 15 000 |
| Escaño 2               | (340 000/2 =) 170 000 | (280 000/1 =) 280 000 | (160 000/1 =) 160 000 | (60 000/1 =) 60 000 | (15 000/1 =) 15 000 |
| Escaño 3               | (340 000/2 =) 170 000 | (280 000/2 =) 140 000 | (160 000/1 =) 160 000 | (60 000/1 =) 60 000 | (15 000/1 =) 15 000 |
| Escaño 4               | (340 000/3 =) 113 333 | (280 000/2 =) 140 000 | (160 000/1 =) 160 000 | (60 000/1 =) 60 000 | (15 000/1 =) 15 000 |
| Escaño 5               | (340 000/3 =) 113 333 | (280 000/2 =) 140 000 | (160 000/2 =) 80 000  | (60 000/1 =) 60 000 | (15 000/1 =) 15 000 |
| Escaño 6               | (340 000/3 =) 113 333 | (280 000/3 =) 93 333  | (160 000/2 =) 80 000  | (60 000/1 =) 60 000 | (15 000/1 =) 15 000 |
| Escaño 7               | (340 000/4 =) 85 000  | (280 000/3 =) 93 333  | (160 000/2 =) 80 000  | (60 000/1 =) 60 000 | (15 000/1 =) 15 000 |
| Escaños asignados      | 3                     | 3                     | 1                     | 0                   | 0                   |
| Escaños proporcionales | 2,78                  | 2,29                  | 1,31                  | 0,49                | 0,12                |

En la siguiente tabla se muestra el mismo procedimiento, pero, en lugar de calcular los cocientes conforme se van asignando los escaños, se han calculado todos los cocientes en primer lugar. Cada fila corresponde a uno de los partidos y cada columna corresponde a un divisor. El número entre corchetes indica el número de orden en la secuencia. Las celdas verdes son aquellas a las que se ha asignado un escaño.
|           | /1          | /2          | /3          | /4     | /5     | /6     | /7     | Escaños asignados | Escaños proporcionales |
| --------- | ----------- | ----------- | ----------- | ------ | ------ | ------ | ------ | ----------------- | ---------------------- |
| Partido A | [1] 340 000 | [3] 170 000 | [6] 113 333 | 85 000 | 68 000 | 56 667 | 48 571 | 3                 | 2,78                   |
| Partido B | [2] 280 000 | [5] 140 000 | [7] 93 333  | 70 000 | 56 000 | 46 667 | 40 000 | 3                 | 2,29                   |
| Partido C | [4] 160 000 | 80 000      | 53 333      | 40 000 | 32 000 | 26 667 | 22 857 | 1                 | 1,31                   |
| Partido D | 60 000      | 30 000      | 20 000      | 15 000 | 12 000 | 10 000 | 8571   | 0                 | 0,49                   |
| Partido E | 15 000      | 7500        | 5000        | 3750   | 3000   | 2500   | 2143   | 0                 | 0,12                   |

### Ejemplo 2
En este ejemplo se usan los mismos datos ficticios que los usados en los ejemplos del método del resto mayor para permitir comparaciones. Suponiendo que se presenten siete partidos para elegir 21 escaños, los partidos reciben 1 000 000 de votos repartidos así:
|       | Partido A | Partido B | Partido C | Partido D | Partido E | Partido F | Partido G |
| ----- | --------- | --------- | --------- | --------- | --------- | --------- | --------- |
| Votos | 391 000   | 311 000   | 184 000   | 73 000    | 27 000    | 12 000    | 2000      |

En la siguiente tabla se muestra el reparto. Cada fila corresponde a uno de los partidos y cada columna corresponde a un divisor. El número entre corchetes indica el número de orden en la secuencia. Las celdas verdes son aquellas a las que se ha asignado un escaño.
|           | /1          | /2          | /3          | /4          | /5          | /6          | /7          | /8          | /9          | /10    | Escaños asignados | Escaños proporcionales |
| --------- | ----------- | ----------- | ----------- | ----------- | ----------- | ----------- | ----------- | ----------- | ----------- | ------ | ----------------- | ---------------------- |
| Partido A | [1] 391 000 | [3] 195 500 | [6] 130 333 | [8] 97 750  | [10] 78 200 | [13] 65 166 | [16] 55 857 | [18] 48 875 | [21] 43 444 | 39 100 | 9                 | 8,21                   |
| Partido B | [2] 311 000 | [5] 155 500 | [7] 103 666 | [11] 77 750 | [14] 62 200 | [17] 51 833 | [20] 44 428 | 38 875      | 34 555      | 31 100 | 7                 | 6,53                   |
| Partido C | [4] 184 000 | [9] 92 000  | [15] 61 333 | [19] 46 000 | 36 800      | 30 666      | 26 285      | 23 000      | 20 444      | 18 400 | 4                 | 3,86                   |
| Partido D | [12] 73 000 | 36 500      | 24 333      | 18 250      | 14 600      | 12 166      | 10 428      | 9125        | 8111        | 7300   | 1                 | 1,53                   |
| Partido E | 27 000      | 13 500      | 9000        | 6750        | 5400        | 4500        | 3857        | 3375        | 3000        | 2700   | 0                 | 0,57                   |
| Partido F | 12 000      | 6000        | 4000        | 3000        | 2400        | 2000        | 1714        | 1500        | 1333        | 1200   | 0                 | 0,25                   |
| Partido G | 2000        | 1000        | 666         | 500         | 400         | 333         | 285         | 250         | 222         | 200    | 0                 | 0,04                   |

## Proporcionalidad aproximada bajo D'Hondt
El sistema D'Hondt se aproxima a la proporcionalidad al minimizar la mayor relación de escaños/votos entre todos los partidos. Esta relación también se conoce como la relación de ventaja. Para el partido {\displaystyle p\in \{1,\dots ,P\}}, donde {\displaystyle P} es el número total de partidos, la relación de ventaja es
{\displaystyle a_{p}={\frac {s_{p}}{v_{p}}},}
donde
{\displaystyle s_{p}} – fracción de escaños del partido {\displaystyle p}, {\displaystyle s_{p}\in [0,1],\;\sum _{p}s_{p}=1},
{\displaystyle v_{p}} – fracción de votos del partido {\displaystyle p}, {\displaystyle v_{p}\in [0,1],\;\sum _{p}v_{p}=1}.
La mayor relación de ventaja,
{\displaystyle \delta =\max _{p}a_{p},}
muestra la sobrerrepresentación del partido más representado entre todos las partidos.
El sistema D'Hondt asigna asientos para que esta relación alcance el valor más pequeño posible,
{\displaystyle \delta ^{*}=\min _{\mathbf {s} \in {\mathcal {S}}}\max _{p}a_{p}},
donde 
{\displaystyle \mathbf {s} =\{s_{1},\dots ,s_{P}\}} es una distribución de escaños entre todos las partidos, y {\displaystyle {\mathcal {S}}} es el conjunto de todas las distribuciones permitidas. Gracias a esto, el sistema D'Hondt divide los votos en votos exactamente representados y votos residuales, minimizando la cantidad total de votos residuales en el proceso.
La fracción general de votos residuales es
{\displaystyle \pi ^{*}=1-{\frac {1}{\delta ^{*}}}}.
Los residuos del partido {\displaystyle p} se calculan como
{\displaystyle r_{p}=v_{p}-(1-\pi ^{*})s_{p},\;r_{p}\in [0,v_{p}],\sum _{p}\,r_{p}=\pi ^{*}}.
Otros sistemas, como el sistema Sainte-Laguë, no minimizan estos residuos totales, sino que minimizan otras cantidades.
Para ver cómo funciona esto, continuamos con el ejemplo de los cinco partidos del Ejemplo 1. El partido A tiene el 39,8 % de los votos, B tiene el 32,7 %, C 18,7 %, D 7 % y E 1,8 %. Cuando el método D'Hondt les asigna 7 escaños, A tiene el 42,9 % de los escaños, B también tiene el 42,9 %, C el 14,3 % y D y E ambos obtienen el 0 %. La relación de ventaja de A es 1,08, la de B 1,31, la de C 0,76 y las de D y E 0. La relación de ventaja más grande pertenece a B y tiene el valor de 1,31. Por lo tanto, los residuos totales son 1 - (1 / 1,31) = 0,24 o 24 %. Los residuos del partido A son 7 %, de B 0 %, de C 7,8 %, D 7 % y E 1,8 %. Los votos representados del partido A son 32,7 %, de B 32,7 %, de C 10,9 %, y de E y D ambos 0 %.
| Partido | Por ciento de los votos | Por ciento de los escaños | Relación de ventaja | Residuo | Votos representados |
| ------- | ----------------------- | ------------------------- | ------------------- | ------- | ------------------- |
| A       | 39,8 %                  | 42,9 %                    | 1,08                | 7 %     | 32,7 %              |
| B       | 32,7 %                  | 42,9 %                    | 1,31                | 0 %     | 32,7 %              |
| C       | 18,7 %                  | 14,3 %                    | 0,76                | 7,8 %   | 10,9 %              |
| D       | 7 %                     | 0 %                       | 0                   | 7 %     | 0 %                 |
| E       | 1,8 %                   | 0 %                       | 0                   | 1,8 %   | 0 %                 |
| Totales | 100 %                   | 100 %                     |                     | 23,6 %  | 76,4 %              |

## Distorsión

### Influjo de las leyes electorales en los resultados
A veces, las leyes electorales fijan un porcentaje mínimo de votos, tal que los partidos que no consigan alcanzar ese umbral o barrera electoral quedan excluidos del cuerpo deliberante. A este porcentaje se le suele denominar porcentaje de exclusión y no es parte del sistema D'Hondt. El sistema D'Hondt tiene un efecto distorsivo menor cuando la circunscripción es única. Si se divide el territorio donde tienen lugar las elecciones en número alto de distritos y se combina esto con el sistema D'Hondt la discrepancia entre el porcentaje de votos de cada partido y el porcentaje de escaños de cada partido se dispara. Por otra parte, en los sistemas de representación proporcional, el sistema D'Hondt es el que presenta la máxima distorsión. Otros sistemas, como el sistema Sainte-Laguë, el Sainte-Laguë modificado o el sistema danés, presentan una distorsión de las preferencias menor. Además, dependiendo de la ley electoral, el porcentaje de votos puede ser calculado sobre el conjunto total de votos o sobre el conjunto de votos válidos (quitando nulos). 
El porcentaje de exclusión se puede establecer según la circunscripción (ámbito donde se aplica el sistema D'Hondt), sobre el conjunto de todas las circunscripciones o alguna combinación de ambas.

### Distorsión de preferencias
Entre los diversos sistemas de reparto similares, el sistema D'Hondt es el que más distorsión del voto produce. La medida de distorsión se define como:
{\displaystyle D={\frac {1}{2}}\sum _{i=1}^{n}|v_{i}-s_{i}|}
y está acotada superiormente por:
{\displaystyle D\leq {\frac {1}{2}}\left[(1-v_{w})+(n-1)v_{r}\right]}
donde:
{\displaystyle n\,} es el número total de partidos.
{\displaystyle v_{i}\,} es el porcentaje de voto del partido i-ésimo.
{\displaystyle s_{i}\,} es el porcentaje de escaños del partido i-ésimo.
{\displaystyle v_{w}\,} el umbral de votos con los cuales un partido obtendría todos los escaños de una circunscripción.
{\displaystyle v_{r}\,} el umbral de votos mínimo a partir del cual un partido obtiene escaño en una circunscripción.
Nótese que esta fórmula es una medida numérica de cuánto difieren los porcentajes de voto {\displaystyle v_{i}} del porcentaje de escaños 
{\displaystyle s_{i}}, obviamente para un sistema en el que el porcentaje de escaños igualara el porcentaje de voto {\displaystyle s_{i}=v_{i}} (proporcionalidad estricta) se tendría D = 0. En un caso real sin proporcionalidad estricta, el valor de D dependerá obviamente del umbral legal mínimo para obtener representación {\displaystyle v_{w}}, así como del número de partidos existentes n. Nótese que para sistemas multipartidistas (con n elevado) y con un umbral de votos mínimo {\displaystyle v_{r}} elevado la distorsión D aumenta con el número de partidos y con el valor del umbral.

### Ejemplos de distorsión D'Hondt y Sainte-Laguë
| Partidos  | % voto | Esc. | Esc. teóricos | Esc. D'Hondt | Dif. | Distorsión |
| --------- | ------ | ---- | ------------- | ------------ | ---- | --- |
| Partido A | 60%    | 10   | 6             | 7            | -1   | {\displaystyle D={1 \over 2}\sum _{i=1}^{4}\|v_{i}-s_{i}\|={1 \over 2}(\|0\|+\|0,4\|+\|0,6\|+\|-1\|)\Rightarrow {\boldsymbol {D={\color {Red}1}}}} |
| Partido B | 16%    | 10   | 1,6           | 1            | 0,6  | {\displaystyle D={1 \over 2}\sum _{i=1}^{4}\|v_{i}-s_{i}\|={1 \over 2}(\|0\|+\|0,4\|+\|0,6\|+\|-1\|)\Rightarrow {\boldsymbol {D={\color {Red}1}}}} |
| Partido C | 14%    | 10   | 1,4           | 1            | 0,4  | {\displaystyle D={1 \over 2}\sum _{i=1}^{4}\|v_{i}-s_{i}\|={1 \over 2}(\|0\|+\|0,4\|+\|0,6\|+\|-1\|)\Rightarrow {\boldsymbol {D={\color {Red}1}}}} |
| Partido D | 10%    | 10   | 1             | 1            | 0    | {\displaystyle D={1 \over 2}\sum _{i=1}^{4}\|v_{i}-s_{i}\|={1 \over 2}(\|0\|+\|0,4\|+\|0,6\|+\|-1\|)\Rightarrow {\boldsymbol {D={\color {Red}1}}}} |

| Partidos  | % voto | Esc. | Esc. teóricos | Esc. Sainte-Laguë | Dif. | Distorsión |
| --------- | ------ | ---- | ------------- | ----------------- | ---- | --- |
| Partido A | 60%    | 10   | 6             | 6                 | 0    | {\displaystyle D={1 \over 2}\sum _{i=1}^{4}\|v_{i}-s_{i}\|={1 \over 2}(\|0\|+\|-0,4\|+\|0,4\|+\|0\|)\Rightarrow {\boldsymbol {D={\color {Red}0,4}}}} |
| Partido B | 16%    | 10   | 1,6           | 2                 | -0,4 | {\displaystyle D={1 \over 2}\sum _{i=1}^{4}\|v_{i}-s_{i}\|={1 \over 2}(\|0\|+\|-0,4\|+\|0,4\|+\|0\|)\Rightarrow {\boldsymbol {D={\color {Red}0,4}}}} |
| Partido C | 14%    | 10   | 1,4           | 1                 | 0,4  | {\displaystyle D={1 \over 2}\sum _{i=1}^{4}\|v_{i}-s_{i}\|={1 \over 2}(\|0\|+\|-0,4\|+\|0,4\|+\|0\|)\Rightarrow {\boldsymbol {D={\color {Red}0,4}}}} |
| Partido D | 10%    | 10   | 1             | 1                 | 0    | {\displaystyle D={1 \over 2}\sum _{i=1}^{4}\|v_{i}-s_{i}\|={1 \over 2}(\|0\|+\|-0,4\|+\|0,4\|+\|0\|)\Rightarrow {\boldsymbol {D={\color {Red}0,4}}}} |

### Otros tipos de distorsiones
Si la circunscripción del ejemplo anterior de 10 escaños se divide en dos circunscripciones de 5 escaños y cada circunscripción vota los porcentajes del mismo ejemplo, por regla de tres, los 10 % de D dan 0,5 escaños en cada circunscripción y se pierden, porque no llegan a redondearse a un escaño entero ni con el método D'Hondt (4A, 1B, 0C, 0D; D=1,2) ni con Sainte-Laguë (3A, 1B, 1C, 0D; D=0,8).
Estas distorsiones por división en circunscripciones con pocos escaños se dan mucho en España para el reparto de escaños en el Congreso de los Diputados. Hay 350 escaños a repartir entre 50 circunscripciones, por lo que, con un reparto por igual, cada circunscripción tendría 7 escaños a repartir. Sin embargo, el problema en España es que los escaños son asignados desproporcionadamente, favoreciendo las circunscripciones pequeñas o rurales. Así, una circunscripción con 5 escaños (Ciudad Real, por ejemplo), con una población que puede ser 2,5 veces más pequeña que una circunscripción con 10 escaños (Murcia, por ejemplo), tiene un peso de voto de 1,25. Véase el peso de 1,6 Lérida/Barcelona, peso 4 Soria/Madrid. Popularmente estas distorsiones por circunscripciones pequeñas y desproporcionadas son falsamente atribuidas al método D'Hondt.

## Críticas
En Chile se ha acusado al sistema D'Hondt de perjudicar a los partidos independientes, en favor de los pactos (sean grandes o pequeños), como así también de multiplicar los casos de parlamentarios electos sin el apoyo de los votantes de sus circunscripciones electorales.